# Кынев, Михаил Иосифович
Кынев Михаил Иосифович (коми Иосиф Миш; 1890, Пезмог — 1941, Павловск) — первый профессиональный коми художник.
Родился в селе Пезмог Усть-Сысольского уезда Вологодской губернии. С 1909 года был вольнослушателем высших военных курсов при Императорской академии художеств в Санкт-Петербурге. В 1916 году был призван на службу в Лейб-гвардейский Кексгольмский полк.
В 1918-20 г. жил в Усть-Сысольске, работал преподавателем рисования в высшем начальном училище. Оформлял декорации к первым спектаклям Виктора Савина. Затем покинул родину, много путешествовал: жил на Урале, в Сибири, на юге, и поселился в городе Павловск Ленинградской области. Умер в первую зиму блокады Ленинграда в период Великой Отечественной войны. Все живописные работы М.И. Кынева сгорели во время советской бомбёжки города Павловска. 